# 西洋梨
西洋梨（学名：Pyrus communis），又称秋洋梨、洋梨、阳梨、巴梨、大头梨、香蕉梨、茄梨、葫芦梨，香港俗稱啤梨，梨屬植物。果实经过后熟，柔软多汁，具有香气，风味甚佳。

## 形态
落叶乔木，枝条直立。革质小叶子，椭圆形形状不一，叶缘有钝锯齿或全缘；白色花，花柱5个，基部具有短毛；坛形或原形果实，花萼宿存。

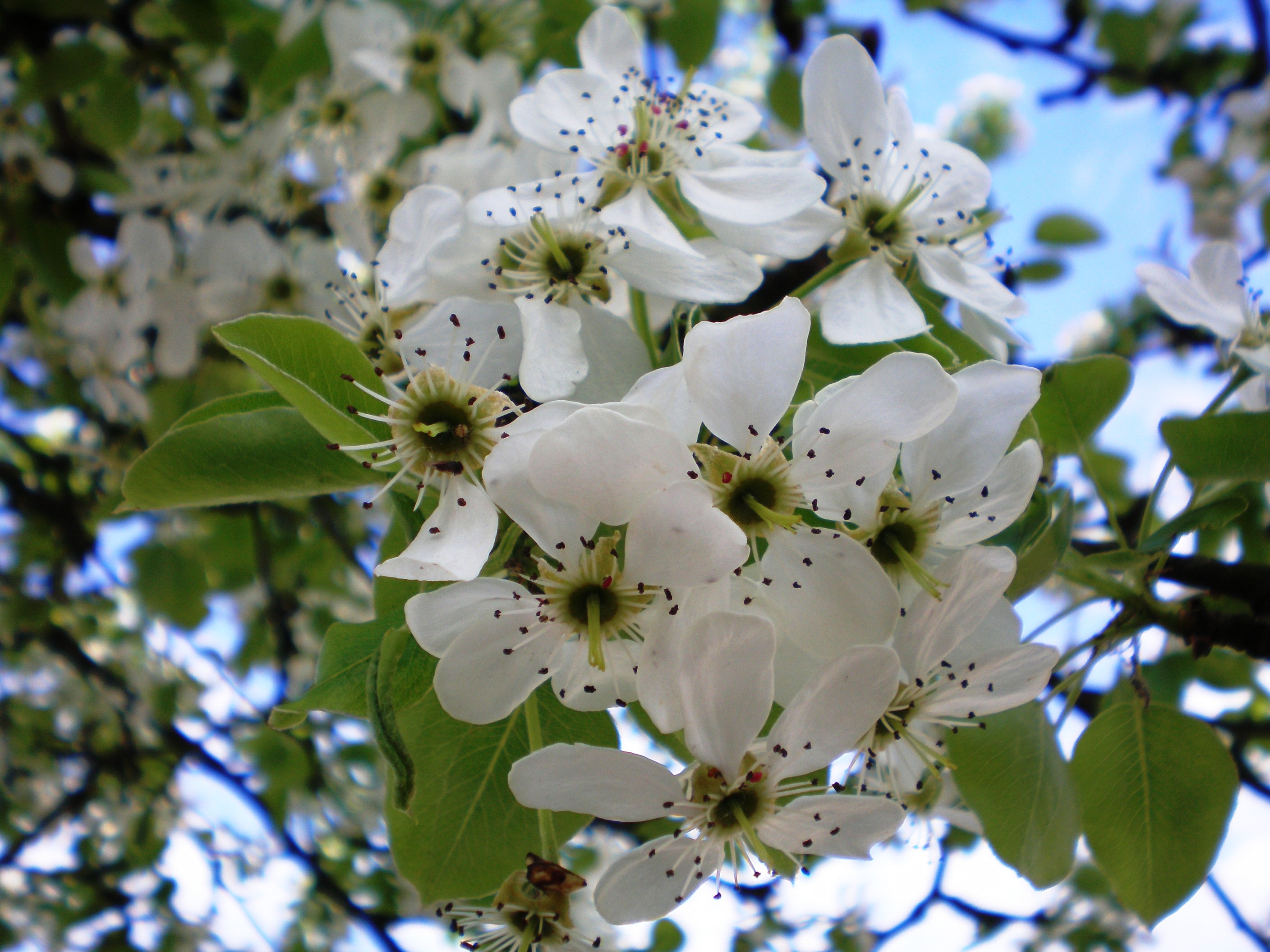
花
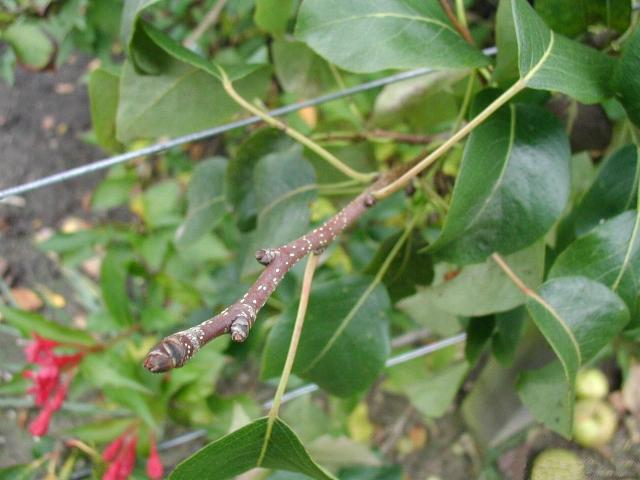
枝
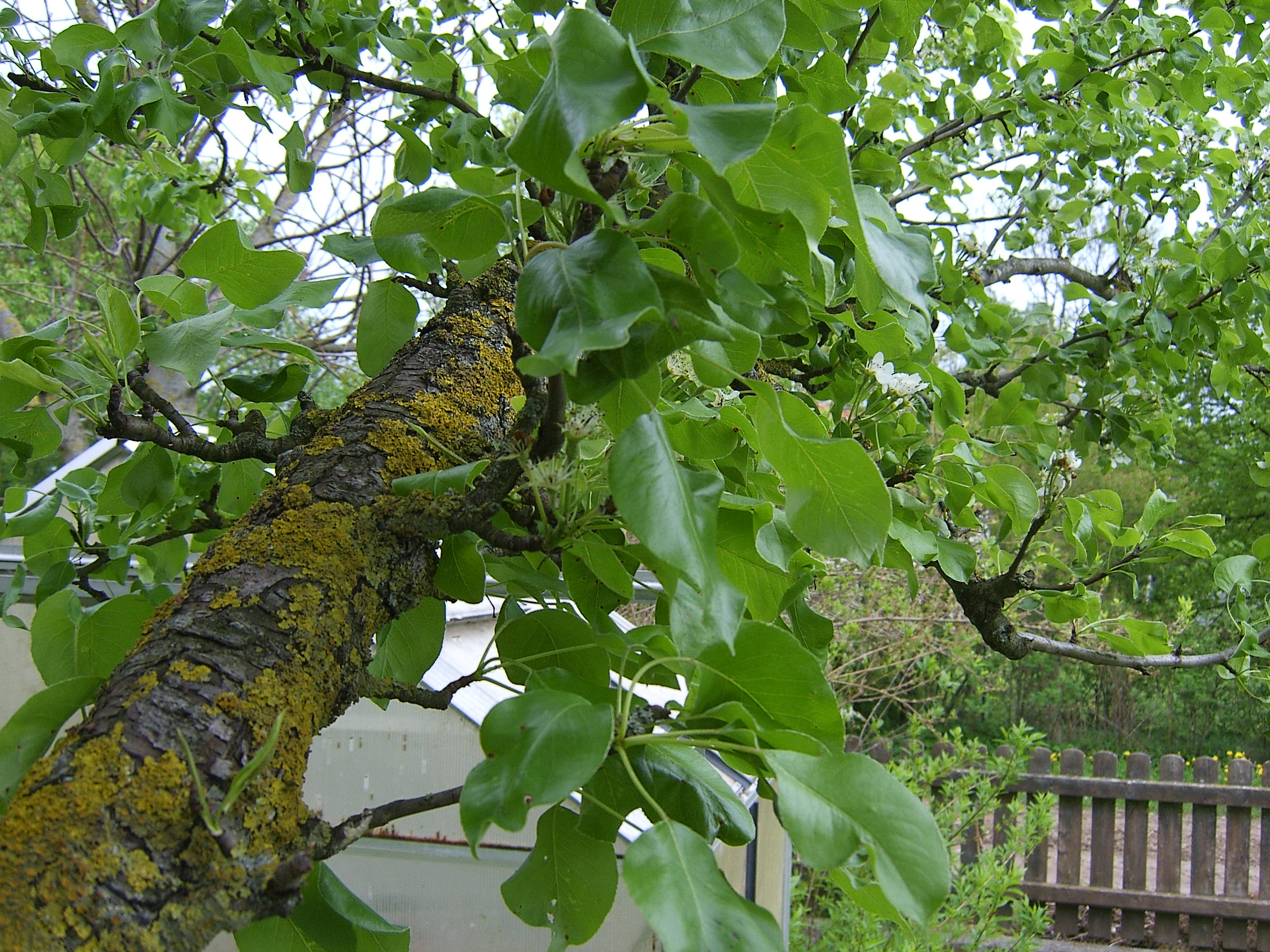
全株
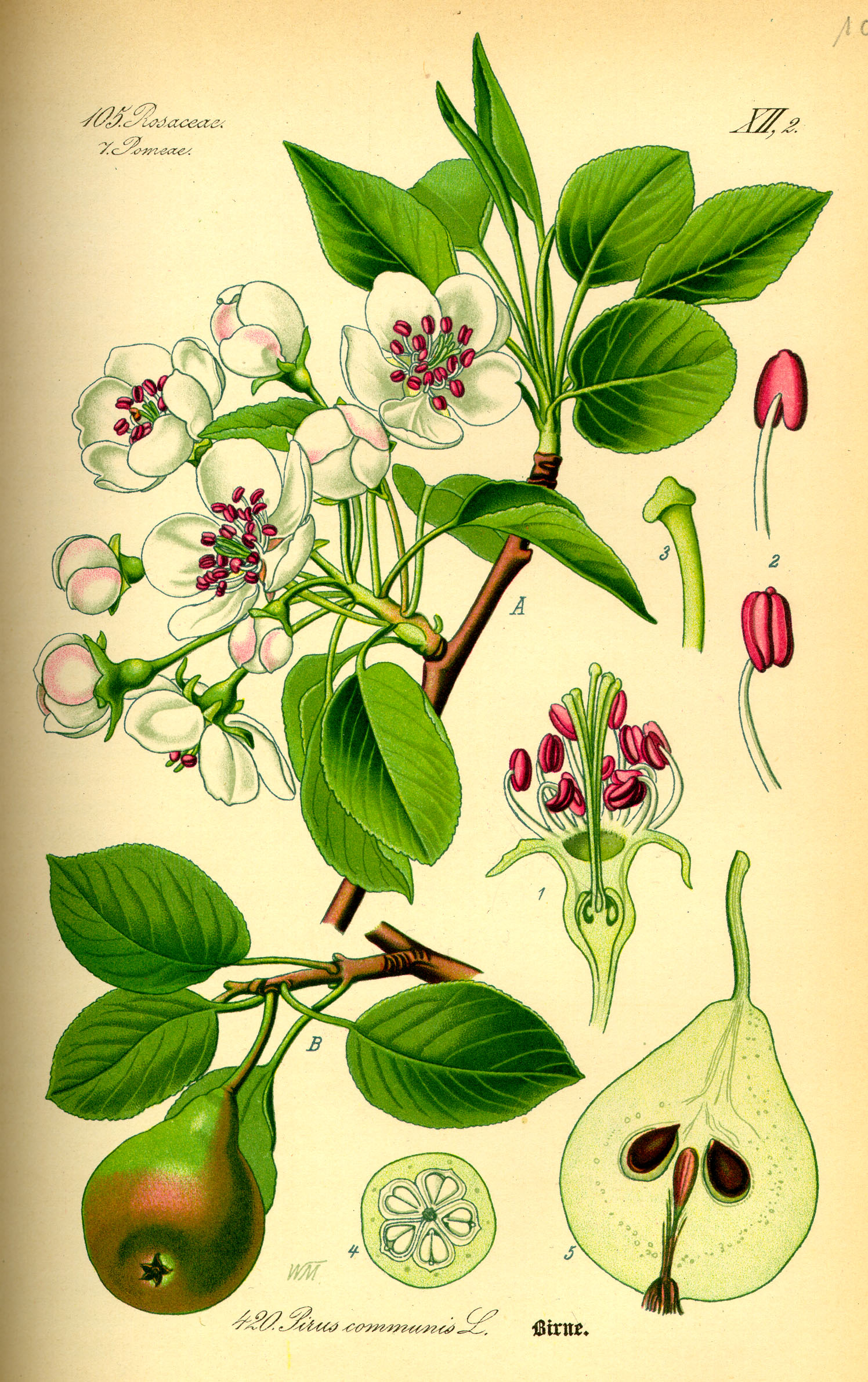
绘图

## 分布
原產英国，在歐洲、北美洲以及澳大利亞等地被廣泛栽培食用。1871年，美国传教士倪維思引入中国山东烟台（今威海）乳山大孤山镇上册村，因而有俗称“烟台梨”或“册梨”，后在胶东半岛和辽东半岛种植。